# Furchetta
Die Furchetta (ladinisch Furchëta) ist ein Berg in der Geislergruppe in den Südtiroler Dolomiten. Er ist mit 3025 m s.l.m. gleich hoch wie der benachbarte Hauptgipfel der Geislerspitzen, der Sass Rigais, wird jedoch in manchen Führern mit 3030 m sogar etwas höher taxiert.
Von Norden beherrscht die rund 800 m hohe Nordwand das Bild der Geislergruppe. Intern ist die Furchetta in die Große und die südöstlich versetzte Kleine Furchetta (3010 m) gegliedert, wodurch der Berg mit seinem Doppelgipfel aus manchen Ansichten wie eine aufgeklappte Schere wirkt.

## Lage und Umgebung
Die Furchetta befindet sich etwas östlich des Zentrums der Geislerspitzen, die einen Teil des Bergkamms zwischen Gröden im Süden und dem Villnößtal im Norden bilden und im Naturpark Puez-Geisler unter Schutz gestellt sind. Westlich wird sie vom Wasserrinnental (Val dla Saliëries) begrenzt und durch die schmale Saliëries-Scharte vom Sass Rigais getrennt. Im Osten setzt sich der Kamm mit der Odla de Valdusa (2936 m) und dem Wasserkofel (Sas dal Ega, 2924 m) fort. Im Süden befindet sich der Torkofel (Sas dla Porta, 2970 m).

## Alpinismus
Die Erstbesteigung erfolgte durch Johann Baptist Vinatzer, einen Jäger, 1870 im Alleingang.
Die Nordwand wurde 1914 durch einen misslungenen Begehungsversuch der Seilschaft Hans Dülfer und Luis Trenker bekannt. Die Erstbesteigung erfolgte am 1. August 1925 durch Emil Solleder und Fritz Wiessner, die Erstbegehung über die Dülferkanzel (heute Vinatzerweg genannt) gelang jedoch erst am 8. August 1932 Batista Vinatzer mit Johann Rifesser. Durch den durchgehend steilsten Teil der Nordwand wurde 1994 von Ivo Rabanser und Lino Celva eine anspruchsvolle Direktroute eröffnet.
Der heutige Normalweg führt von St. Christina aus durch das Wasserrinnental zur Saliëries-Scharte und von dort weiter alpin (II–III) durch die Südwestseite des Berges zum Gipfel.

## Etymologie
Der Name lässt sich etymologisch auf das lateinische Wort furca für Gabel und das Suffix -etta zurückführen und verweist auf die mehrzackige, gabelartige Gipfelform.